# Хазин, Григорий Лейзерович
Григорий Лейзерович Хазин (7 ноября 1913 — 11 января 1978) — советский инженер, лауреат Сталинской премии (1949).

## Биография
Родился 25 октября (по новому стилю 7 ноября) 1913 года в городе Могилёв-на-Днестре Подольской губернии.
С 14-летнего возраста работал сначала на табачной фабрике, затем на телеграфе.
Окончил в Москве радиотехническую академию (1937).
В 1941 году призван в войска НКВД СССР. Майор госбезопасности (1941). Летом и осенью 1945 года в командировке в Германии по отбору техники по репарациям.
Инженер-генерал-майор (на 1950 год).
До 1952 года работал в отделе специальной оперативной техники МГБ СССР (главный инженер «шарашки» в Кучино Московской области, главный инженер отдела МГБ). Уволен во время борьбы с космополитизмом из-за еврейского происхождения, понижен в звании до подполковника.
С 1952 года — на научной и преподавательской работе.

## Награды и звания
Награждён орденом Красной Звезды (1939). Лауреат Сталинской премии (1949) — за участие в создании новой техники («радарное кольцо» вокруг Москвы).
Доктор технических наук (1951).

## Семья
Сын — Леонид Григорьевич Хазин, математик.
Внуки — экономист М. Л. Хазин; историк, академик РАХ А. Л. Хазин; букинист, лауреат Премии Правительства РФ С. А. Венгерова.